# 1634 Ndola
1634 Ndola è un asteroide della fascia principale. Scoperto nel 1935, presenta un'orbita caratterizzata da un semiasse maggiore pari a 2,2459115 UA e da un'eccentricità di 0,1623035, inclinata di 7,60439° rispetto all'eclittica.
L'asteroide prende il nome dalla città mineraria di Ndola, in Zambia.